# Вісник Національного технічного університету України «Київський політехнічний інститут». Серія Радіотехніка. Радіоапаратобудування
«Вісник Національного технічного університету України «Київський політехнічний інститут». Серія Радіотехніка. Радіоапаратобудування» · (англ. Bulletin of National Technical University of Ukraine «Kyiv Polytechnic Institute». Series Radiotechnique. Radioapparatus Building) · Вісник НТУУ «КПІ». Серія Радіотехніка. Радіоапаратобудування — наукове видання, що містить результати наукових досліджень з проблем створення теоретичних засад сучасної радіотехніки та радіоапаратобудування, практичної реалізації досягнень науки та технології, інтелектуалізації процесів проектування та виробництва.
Розраховано на науковців, інженерно-технічних працівників, підприємців радіопромисловості, викладачів, аспірантів, студентів спеціальностей радіоелектронного профілю. 
Всі статті журналу безкоштовно розміщено у відкритому доступі.  
У збірнику публікуються статті, що всебічно відображають наукові дослідження загалом у всій галузі «радіотехніка та радіоапаратобудування».

## Галузь та проблематика збірника
Збірник наукових праць публікує результати наукових досліджень в області сучасної радіотехніки та радіоапаратобудування, практичної реалізації досягнень науки та технології, інтелектуалізації процесів проектування та виробництва.
Основні рубрики:
- Радіотехнічні кола та сигнали
- Обчислювальні методи в радіоелектроніці
- Технології конструювання в радіоелектроніці
- Теорія і практика радіовимірювань
- Електродинаміка. Пристрої НВЧ діапазону. Антенна техніка
- Телекомунікації, радіолокація, радіонавігація та електроакустика
- Радіоелектроніка біомедичних технологій
- Функціональна електроніка. Мікро- та наноелектронна техніка
- Захист інформації[3]

## Редакційний штат
Головний редактор
Шарпан Олег Борисович, Національний технічний університет України «Київський політехнічний інститут імені Ігоря Сікорського», Україна
Заст. гол. редактора
Жук Сергій Якович, Національний технічний університет України "«Київський політехнічний інститут імені Ігоря Сікорського», Україна
Мосійчук Віталій Сергійович, Національний технічний університет України "«Київський політехнічний інститут імені Ігоря Сікорського», Україна

## Індексування
Журнал включено до міжнародних баз даних, репозитаріїв та пошукових систем: DOAJ, Web of Science, РІНЦ, Google Scholar, Index Copernicus International (Польща), OCLC WorldCat, EBSCO, Наукова періодика України, Соционет, Кіберленінка, Bielefeld Academic Search, oai.org.ua, Journal Tables of Content, Science Gate, Journal Database, Ulrich's Periodicals Directory, «Джерело» ІПРІ НАН України, ВИНИТИ РАН.

## Контакти
Національний технічний університет України «Київський політехнічний інститут імені Ігоря Сікорського»
Україна, 03056 Київ-56, пр. вул. Політехнічна, 12, корп. №17